# Ernst Fritz (Autor)
Ernst Theodor Fritz (* 24. Juli 1876 in Cannanore, Indien; † 12. Februar 1956 in Dortmund) war ein deutscher Pädagoge, Schriftsteller, Kunsthistoriker und Maler.

## Leben
Ernst Fritz wirkte als Gymnasiallehrer (Studienrat) zunächst ab 1928 in Dortmund und ab 1934 in Schwalenberg/Kreis Detmold. Seinen Ruhestand verbrachte er nach 1950 in Bad Salzuflen. 
Ernst Fritz veröffentlichte erzählende Werke und war daneben auch als Maler, Zeichner und Illustrator tätig. Zu Albrecht	Brinkmanns Buch Heimatgeschichte für die Dortmunder Jugend (1922) steuerte er Federzeichnungen bei. Bilder von Ernst Fritz wurden unter anderem 1995 bei einer Ausstellung im Rathaus Münster gezeigt.

## Werke
- Herrensitze im Münsterland, Münster 1910
- Anno dazumal, Dortmund 1924
- Geschichten um Rembrandt, Aschaffenburg 1948